# Trapezites symmomus
Trapezites symmomus es una especie de mariposa de la familia Hesperiidae que se encuentra en Australia.
La envergadura es de alrededor de 50 mm. La larva se alimenta de especies del género Lomandra (Lomandra hystrix, Lomandra longifolia, Lomandra obliqua, Lomandra spicata) y Romnalda strobilacea.[cita requerida]

## Subspecies
- Trapezites symmomus sombra
- Trapezites symmomus sommomus
- Trapezites symmomus soma

## Galería

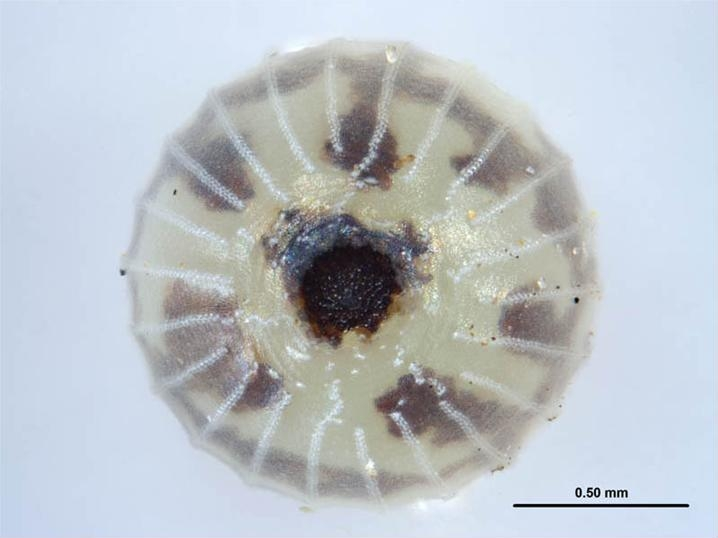
Huevo, vista superior
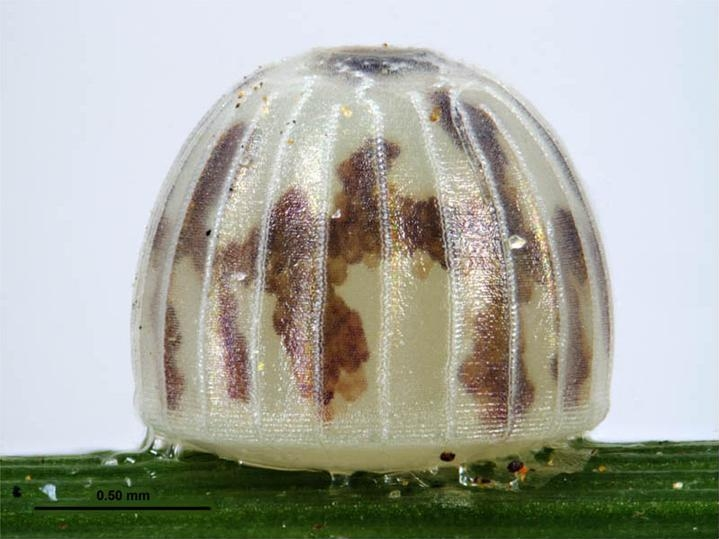
Huevo, vista lateral
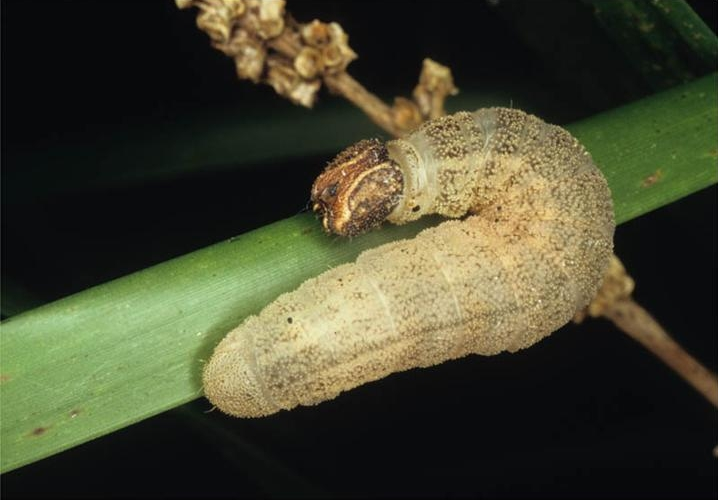
Larva
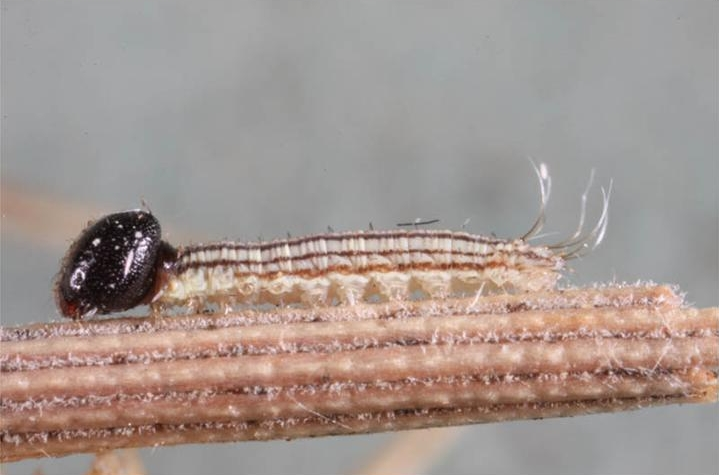
Larva
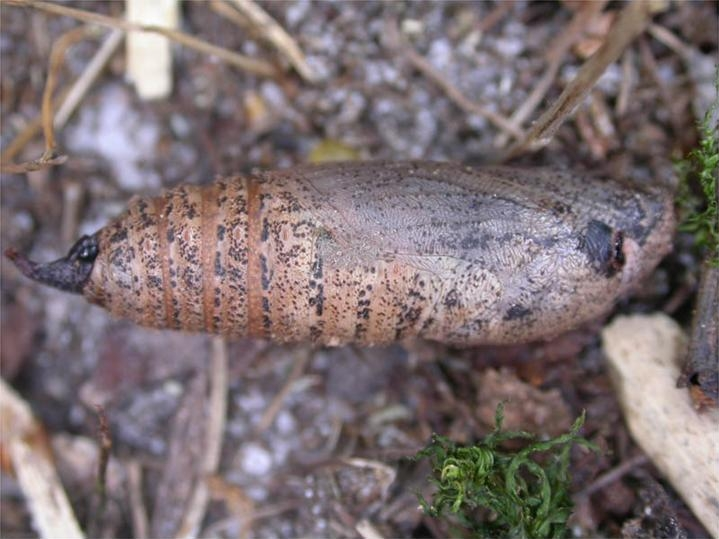
Pupa
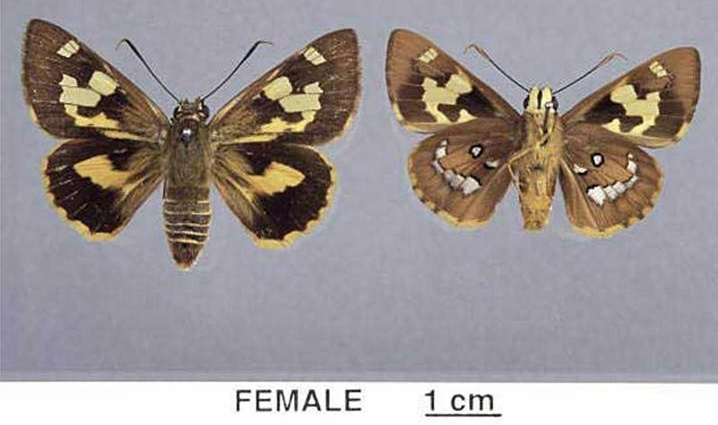
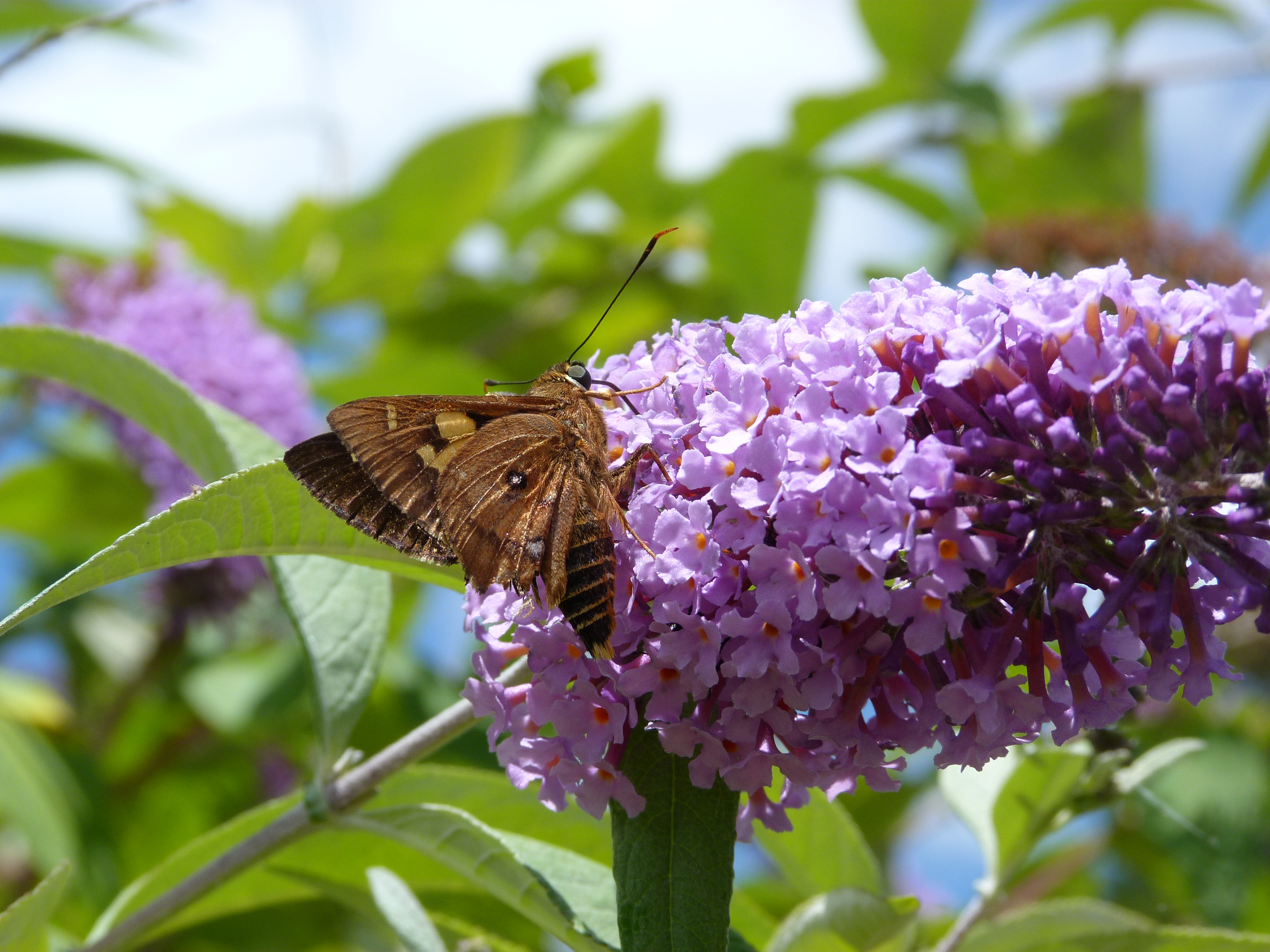